# Bànyols
Bànyols és una possessió mallorquina situada en el terme d'Alaró. Està situada al sud del poble, en el vessant sud-est d'un pujol, a uns 300 metres de la carretera d'Alaró a Consell. Entre la carretera i les cases de Bànyols hi passa el torrent de Solleric, després d'haver confluït amb el torrent de na Marranxa o de s'Estret.

## Etimologia
Segons Joan Coromines es tracta d'un mossarabisme, però posa en dubte la identificació amb els Banyuls de Menorca i del Rosselló. Segons ell és més probable que vengui de BALNEOS que no del diminutiu. BALNEOS hauria donat Banyos i la l seria el so d'una lletra paràsita afegida pels catalans, amb un fenomen semblant al de PANDOS > Pàndols. De tota manera, caldria analitzar la forma Baniuls/Banyuls que apareix en la documentació del segle xiii, i que podria apuntar cap a un diminutiu BALNEOLOS, amb canvi posterior de l'accent.

## Història
L'alqueria de Bànyols està documentada l'any 1232. Aquest any Garsenda i Gastó de Bearn fundaren un benefici en l'església del Sepulcre de la Ciutat de Mallorca, dotat amb les alqueries de Iarfan (Masnou o Mainou) i Banyuls. Va formar part de la cavalleria de Guillem Puigdorfila. El 22 de juliol de 1281 Jaume II va vendre a Guillem de Puigdorfila les alqueries de Masnou, Bànyols i Beniauir, a Canarrosa, a la parròquia d'Alaró, pel preu de 20.000 sous barcelonesos i amb la condició de posseir-les en feu de la corona i prestar el servei d'un cavall armat. En aquest document s'esmenten tres cases, una mesquita, tres horts, una vinya i una terra erma. Confrontava amb l'alqueria de Berenguer de Tornamira, amb l'alqueria de Bernat de Morell i el rafal de Berenguer de Cantarelles. Hi havia una zona irrigada i també s'esmenten vinyes des del 1242. Sembla, per aquesta documentació, que hi va haver una antiga mesquita (prop de les cases s'hi han trobat ceràmiques islàmiques del segle xiii). Bernat Puigdorfila llegà Bànyols el 1356 al seu fill Guillem. Les cases tenen capella, tafona i un molí de sang. En el segle xix tenia grans extensions d'olivar, garrovers i ametlers. L'Arxiduc esmentà que els ullastres de Bànyols produïen un olivó de grans dimensions, apte pel consum.

## El sistema hidràulic
En el segle xiii l'alqueria de Bànyols tenia el sobrant d'aigua del sistema hidràulic d'Alaró, que li arribava a través del torrent de Solleric. Aquesta aigua s'unia al cabal d'una surgència natural i permetia regar un espai de cultiu de 3,5 ha i fer funcionar un molí d'aigua, documentat des de 1232. Posteriorment, el regadiu va ser abandonat en contaminar-se l'aigua de la surgència.